# François Beauchemin (Eishockeyspieler, 1980)
Joseph Jean-François Beauchemin (* 4. Juni 1980 in Sorel, Québec) ist ein ehemaliger kanadischer Eishockeyspieler, der im Verlauf seiner aktiven Karriere zwischen 1996 und 2018 unter anderem 1.004 Spiele für die Canadiens de Montréal, Columbus Blue Jackets, Mighty Ducks of Anaheim bzw. Anaheim Ducks, Toronto Maple Leafs und Colorado Avalanche auf der Position des Verteidigers bestritten hat. Mit den Ducks gewann Beauchemin im Jahr 2007 den Stanley Cup.

## Karriere
Der 1,83 m große Verteidiger spielte für die Titan Collège Français de Laval, die Titan d’Acadie-Bathurst und die Moncton Wildcats in der kanadischen Juniorenliga Ligue de hockey junior majeur du Québec, bevor er beim NHL Entry Draft 1998 als 75. Spieler in der dritten Runde von den Canadiens de Montréal aus der National Hockey League ausgewählt wurde.

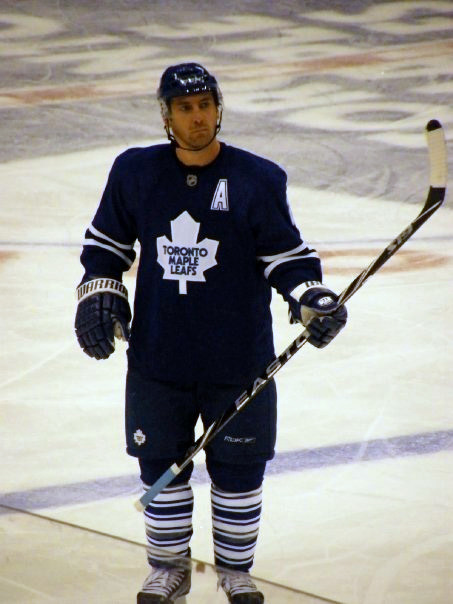
Beauchemin im Trikot der Toronto Maple Leafs (2009)

Bis zu seinem NHL-Debüt für die Canadiens in der Saison 2002/03 stand er sowohl für die AHL-Farmteams Citadelles de Québec und Hamilton Bulldogs als auch für die Mississippi Sea Wolves in der East Coast Hockey League auf dem Eis. Am 27. Februar 2003 absolvierte Beauchemin gegen die Minnesota Wild sein erstes und gleichzeitig letztes Spiel für die Canadiens in der höchsten nordamerikanischen Profiliga.
Im September 2004 wechselte der Linksschütze zu den Columbus Blue Jackets, aufgrund des Lockouts der NHL-Saison 2004/05 kam er zunächst jedoch nur bei den Syracuse Crunch in der AHL zum Einsatz. Während der Saison 2005/06 wurde der Kanadier schließlich zusammen mit Tyler Wright im Tausch gegen Sergei Fjodorow zu den Mighty Ducks of Anaheim transferiert, für die er auch in der Saison 2006/07 unter dem neuen Namen Anaheim Ducks auf dem Eis stand und zudem in dieser Spielzeit den Stanley Cup gewinnen konnte.
In der Saison 2008/09 kam Beauchemin nur zu 20 Spielen in der regulären Saison für die Ducks, da er aufgrund einer Knieverletzung fast die gesamte Saison vom Spielbetrieb aussetzen musste. Am 6. Juli 2009 unterschrieb er als Free Agent einen Vertrag bei den Toronto Maple Leafs. In der Spielzeit 2009/10 absolvierte Beauchemin alle 82 Spiele in der regulären Saison, doch die Maple Leafs verpassten die Qualifikation für die Playoffs. Im Februar 2011 kehrte Beauchemin nach Anaheim zurück, da ihn die Maple Leafs in einem Tauschgeschäft für Joffrey Lupul, Jake Gardiner und einem Viertrunden-Wahlrecht für den NHL Entry Draft 2013 an die Kalifornier abgaben.
Im Januar 2012 verlängerte der Kanadier, der inzwischen ein Verteidigerpaar mit Cam Fowler bildete, seinen Kontrakt bei den Anaheim Ducks um drei Jahre bis zum Saisonende 2014/15. Das jährliche Durchschnittsgehalt für den Verteidiger in dieser Zeit belief sich auf etwa 3,5 Millionen US-Dollar. Es gelang dem Verteidiger am Ende der Spielzeit 2012/13 ins NHL Second All-Star Team berufen zu werden. Nachdem dieser Vertrag nach der Saison 2014/15 ausgelaufen war, schloss sich Beauchemin im Juli 2015 der Colorado Avalanche an und unterzeichnete dort ebenfalls einen Dreijahresvertrag. Dieser wurde allerdings von Seiten der Avalanche bereits nach zwei Jahren beendet, als sie ihm im Juni 2017 sein verbleibendes Vertragsjahr ausbezahlten (buy-out). Der Abwehrspieler kehrte daraufhin im August 2017 erneut nach Anaheim zurück, ehe er im April 2018 – wenige Wochen vor seinem 38. Geburtstag – das offizielle Ende seiner aktiven Karriere bekannt gab.

### International
Beauchemin nahm als Mitglied der kanadischen Nationalmannschaft an der Weltmeisterschaft 2010 in Deutschland teil. Als Assistenzkapitän stand er in sieben Begegnungen auf dem Eis und verbuchte eine Torvorlage. Die Ahornblätter schlossen das Turnier außerhalb der Medaillenränge auf dem siebten Platz ab.

## Erfolge und Auszeichnungen
| - 1997 LHJMQ All-Rookie Team - 1998 Teilnahme am CHL Top Prospects Game - 1999 Coupe-du-Président-Gewinn mit den Titan d’Acadie-Bathurst - 2000 LHJMQ Second All-Star Team | - 2000 CHL Third All-Star Team - 2007 Stanley-Cup-Gewinn mit den Anaheim Ducks - 2013 NHL Second All-Star Team |

## Karrierestatistik

### International
Vertrat Kanada bei:
- Weltmeisterschaft 2010

(Legende zur Spielerstatistik: Sp oder GP = absolvierte Spiele; T oder G = erzielte Tore; V oder A = erzielte Assists; Pkt oder Pts = erzielte Scorerpunkte; SM oder PIM = erhaltene Strafminuten; +/− = Plus/Minus-Bilanz; PP = erzielte Überzahltore; SH = erzielte Unterzahltore; GW = erzielte Siegtore; 1 Play-downs/Relegation; Kursiv: Statistik nicht vollständig)